# خواجه‌کوی، قسطمونی
خواجه‌کوی (به ترکی استانبولی: Hocaköy) یک منطقهٔ مسکونی در ترکیه است که در قسطمونی واقع شده‌است.